# Neposlouchnik
Pour plus de détails, voir Fiche technique et Distribution.
Neposlouchnik (Непослушник) est un film russe réalisé par Vladimir Kott, sorti en 2022,.

## Fiche technique
- Photographie : Denis Panov
- Musique : Alekseï Tchintsov
- Décors : Maksim Aliptchenko